# Chemik Kędzierzyn-Koźle
Chemik Kędzierzyn-Koźle – klub piłkarski z siedzibą w Kędzierzynie Koźlu. W sezonie 1977/1978 występował w II lidze.
W przeszłości był klubem wielosekcyjnym: piłka nożna, hokej na lodzie, siatkówka, lekkoatletyka, boks, zapasy itd.

## Informacje ogólne
Klub:
- Pełna nazwa: Towarzystwo Sportowe „Chemik” Kędzierzyn-Koźle
- Rok założenia: 1947
- Data upadku: 1999
- Data reaktywacji: 26.07.2006 (reaktywowany przez kibiców)
- Barwy: Niebiesko-Biało-Czerwone
- Adres:. ul. Grunwaldzka 71, 47-220 Kędzierzyn-Koźle
- www.chemikk-k.pl (strona oficjalna)
- www.chemik.futbolowo.pl (archiwum)

Stadion:
- Adres: Stadion Miejski „Kuźniczka” ul. Grunwaldzka 71 47-220 Kędzierzyn-Koźle
- Pojemność – 3000 miejsc, miejsc siedzących 1700 (trybuna kryta – 1030, trybuna otwarta – 670 krzesełek)
- Oświetlenie – brak

## Historia

### Informacje ogólne
W 1947 roku w położonej niedaleko Zakładów Azotowych „Kędzierzyn” Bierawie założono niewielki Klub Sportowy Bierawianka, którego prezesem wybrano Władysława Będowskiego, a jednym z jego działaczy był aktywny w nim przez czterdzieści lat – aż do swojej śmierci – Kazimierz Ptak. Krótko potem Bierawianka została przemianowana na Unię Kędzierzyn, a prezesem został dyrektor Zakładów Azotowych „Kędzierzyn” Ignacy Lis. Klub dołączył do rozgrywek Podokręgu Związku Piłki Nożnej w Prudniku. Istniał też klub przy Zakładach Chemicznych Blachownia – Hutnik, a później Unia Blachownia. Dnia 1 lipca 1968 r. – w atmosferze ówczesnych dążeń do organizacyjnej gigantomanii także w sporcie połączono Unię Kędzierzyn i Unię Blachownia w jeden Międzyzakładowy Klub Sportowy Chemik Kędzierzyn. Klub był wielki, kadrowo największy na Śląsku Opolskim. W 1976 r. Klub przyjął nazwę Międzyzakładowy Związkowy Klub Sportowy Chemik Kędzierzyn-Koźle, a w 1991 r. nazywany już był krócej, tj. Klub Sportowy Chemik Kędzierzyn-Koźle, aby w czerwcu 1999 r. zniknąć ze sportowej mapy miasta i kraju.
Pierwszą miłością Kędzierzyna byli piłkarze, najpierw, po przemianie Bierawianki na Unię, grali w niskich klasach. W roku 1953 właśnie Unia Kędzierzyn znalazła się w gronie 12 zespołów tworzących futbolową – niższą tylko od I i II – wrocławsko-opolską ligę międzywojewódzką. Unia w tej klasie rozegrała 22 mecze, z których 15 wygrała, 4 zremisowała, a jedynie 3 przegrała. Przegrała też 0:1 z głównym konkurentem do awansu do II ligi, Ogniwem Wrocław. W drużynie grali wtedy: Pyplak Edmund, Guzy Jerzy, Chromik Wojciech, Figler Józef, Kańdzia Henryk, Frytko Zygmunt, Kaszek Alfred, Buchta Józef, Rudzki Joachim, Żurek Antoni, Dadko Szczepan, Bujak August, Wąsik Jerzy, Tomeczek Edward, Marian Szeja. Unia grała w lidze między wojewódzkiej do czasu jej rozwiązania w 1956 r. Potem występowała w opolskiej lidze okręgowej. Wtedy to przez rok (od 1968 r.) trenerem Chemika był reprezentant Polski, olimpijczyk z roku 1952 z Helsinek, Kazimierz Trampisz. Wrócił Chemik do ligi między wojewódzkiej, gdy ją reaktywowano po dwudziestu latach i od razu w debiucie – po sezonie 1976–1977 – pod wodzą trenerów, reprezentanta Polski z opolskiej Odry, Henryka Brejzy i Jana Szubertowicza, już jako Chemik, zdobył historyczny awans do II ligi. W zespole z Kędzierzyna grali wówczas: Kapica, Kędzierski, Machura, Kipka, Mlyczek, Kłosowski, Niemiec, Kacprowski, Malcherek, Sznapka, Frankowski, Konkolewski, Spila, Sadowski, Malkusz, Profus, Piętka, Musielak, Gołębiowski.
Klubowi prezesował Włodzimierz Kotowski. Premierowy mecz w II lidze Chemik zremisował 2:2 w Kędzierzynie-Koźlu ze Stalą Stalowa Wola, a pierwsze bramki dla niego zdobył Zbigniew Konkolewski (grał potem w pierwszoligowym GKS-ie Katowice, zginął w wypadku samochodowym) i Jan Kroczek. Potem było już dużo gorzej i przygoda Chemika z II ligą trwała tylko jeden rok. W Unii i Chemiku Kędzierzyn-Koźle grało kilku piłkarzy z pierwszoligową przeszłością bądź przyszłością. Jan Bujak – od 1948 do 1953 grał w Ruchu Chorzów; Jan Szeja – Ruch Chorzów, Victoria Monachium; Marian Szeja – Zagłębie Wałbrzych, wielokrotnie reprezentował barwy Polski, był na Igrzyskach Olimpijskich w 1972 r. w Monachium (rezerwowy bramkarz); Krystian Sulski – Górnik Zabrze; Jan Tomaszczyk – Ruch Chorzów; Grzegorz Dziuk – Górnik Zabrze; Leszek Jędraszczyk – Stal Mielec, reprezentant kraju; Zbigniew Wyciszkiewicz – Odra Opole, Widzew, ŁKS, Polonia Warszawa New Jersey Falcons; Jerzy Gąsior – Odra Opole, Ruch Chorzów, KS Myszków, KSZO Ostrowiec Świętokrzyski, Włókniarz Kietrz; Ryszard Remień – Metal Kluczbork, Lech Poznań, Petrochemia Płock, Odra Opole, Pogoń Szczecin, Widzew Łódź, Kujawiak Włocławek; Stanisław Wróbel – Górnik Zabrze, Grunwald Ruda Śląska, GKS Katowice, Cracovia, Piast Gliwice; Grzegorz Kaliciak – Wisła Kraków, Koninklijke Saint-Truidense VV (Belgia), Pogoń Szczecin, Świt Nowy Dwór Mazowiecki, Kmita Zabierzów, Zagłębie Sosnowiec.
W czerwcu 1999 r. po spadku Chemika do okręgówki klub ogłasza upadłość a jego miejsce w lidze przejmuje MEC Sławięcice (Kędzierzyn-Koźle), który z byłymi graczami Chemika grał w III lidze a obecnie jako KS Kędzierzyn-Koźle występuje w klasie okręgowej.
26 lipca 2006 r. klub został reaktywowany (przez kibiców). Pierwszym prezesem po reaktywacji został Adam Sadłowski. Klub rozpoczął rozgrywki od klasy C. Pierwszym trenerem został Zbigniew Wójcik. Drużyna wygrywając 14 spotkań, remisując 3 i przegrywając tylko jedno, zajęła 2. miejsce w kędzierzyńsko-kozielskiej klasie C i uzyskała awans. Stosunek bramek wynosił 56 zdobytych i 11 straconych przy 45 zdobytych punktach. W sezonie 2007/2008 Chemik występował w kędzierzyńsko-kozielskiej klasie B zajmując na koniec sezonu 2. miejsce. Stosunek bramek wynosił 62 zdobyte i 24 stracone przy 50 zdobytych punktach. W sezonie 2008/2009 Chemik występował również w klasie B i wygrywając te rozgrywki awansował do klasy A. W sezonie 2010/2011 zespół wygrał rozgrywki klasy A i awansował do ligi okręgowej.

## Stadion
Aktualnie „Chemicy” swoje mecze rozgrywają na stadionie miejskim położony przy ul. Grunwaldzkiej 71. Określany bywa zwyczajową nazwą „Kuźniczka”. Od zawsze był on stadionem Chemika. Na nim klub rozgrywał wszystkie swoje zawody, nie tylko piłkarskie.

## Sekcje młodzieżowe (juniorzy, trampkarze, szkółka piłkarska)
Chemik posiada również sekcję juniorów. W sezonie 2007/2008 występowali oni w klasie A juniorów okręgu Kędzierzyn-Koźle. W sezonie 2008/2009 zanotowali awans do opolskiej II ligi juniorów, trenerem jest były zawodnik „Starego” Chemika Jan Węgrzyn. W 2009 klub powołał do życia sekcję trampkarzy która uczestniczy w rozgrywkach trampkarzy oraz szkółkę piłkarską. Na początku 2010 roku powstała sekcja najmłodszych adeptów piłki nożnej - Bambino. 

## Sukcesy
- Gra w II lidze: sezon 1977/78
- W-ce MP juniorów U-19 – 1973